# Крекінг-установка в Джелі
Крекінг-установка в Джелі — колишнє виробництво нафтохімічної промисловості в Італії на острові Сицилія.
Ще в 1963-му в Джелі запустили першу італійську установку парового крекінгу (піролізу) потужністю 80 тисяч тонн етилену на рік. Вона забезпечувала введену за два роки перед тим першу лінію поліетилену (25 тисяч тонн), а також створене так само у 1963-му виробництво оксирану (оксид етилену, 20 тисяч тонн). А в 1970-му на гельському майданчику запрацювала нова, значно потужніша піролізна установка — 200 тисяч тонн. У 1991-му її модернізували з доведенням показника до 225 тисяч тонн, крім того, ще 24 тисяч тонн могли вилучати з відходів полімеризації.
Поступово майданчик насичували розрахованими на споживання етилену виробництвами. В 1974-му запустили другу лінію поліетилену на 40 тисяч тонн, а в 1980-му — третю, з потужністю 80 тисяч тонн, котра до кінця десятиліття була модернізована до рівня 120 тисяч тонн, а потім і до 150 тисяч тонн. Виробництво оксирану перевели на іншу технологію і в 1977-му його потужність досягла 40 тисяч тонн. Того ж року запустили продукування моноетиленгліколю (18 тисяч тонн, а з 1983-го — вже 48 тисяч тонн).
Як сировину установка споживала газовий бензин (naphtha), що при зростанні цін на нафту зменшувало її конкурентоспроможність. У підсумку в 2008 її закрили, а остання лінія поліетилену потужністю 150 тисяч тонн пропрацювала до 2013-го, використовуючи олефін, постачений по етиленопроводу Пріоло — Джела.